# 余兆昌
余兆昌（Paul Yee，1956年10月1日—）是加拿大華裔历史学家、兒童文學作家和男同性戀，曾在不列颠哥伦比亚大学历史系學習。他還創作過多部兒童文學作品，包括《教我飞，空中勇士！以及其他故事》（TeachMetoFly，Sky fighter！andOtherStories）、《天空战士》（Skyfighter）、《三叔的诅咒》（The Curses of Third Uncle）、《死人的黄金》（Dead Man's Gold）等作品。1996年憑藉《幽灵列车》（Ghost Train）獲得总督英语儿童文学奖。2012年，加拿大作家信托基金授予余兆昌维基-梅特卡夫青少年文学奖。